# Ángeles González-Sinde
Ángeles González-Sinde Reig (Madrid, 7 aprile 1975) è una regista, sceneggiatrice e politica spagnola, vincitrice di due Premi Goya e Ministra della Cultura durante il governo Zapatero II.

## Biografia
Figlia del cineasta José María González-Sinde, che fu fondatore e primo presidente dell'Academia de las Artes y las Ciencias Cinematográficas, Ángeles studiò filologia classica presso l'Università di Alcalá, per poi proseguire la sua formazione presso l'Università autonoma di Madrid e l'American Film Institute. Lavorò successivamente come redattrice per Cosmopolitan.
Intrapresa l'attività di sceneggiatrice, vinse il Premio Goya per la migliore sceneggiatura originale nell'edizione del 1998, per via del suo lavoro nel film La buona stella. Ai Premi Goya 2004 ricevette la statuetta come miglior regista esordiente con la sua opera prima, La suerte dormida. Cinque anni dopo, ottenne la nomination nella categoria migliore sceneggiatura non originale per Una palabra tuya.
Nel 2006 divenne presidente dell'AACCE, ricoprendo il ruolo che molti anni prima era stato di suo padre e succedendo all'attrice Mercedes Sampietro.

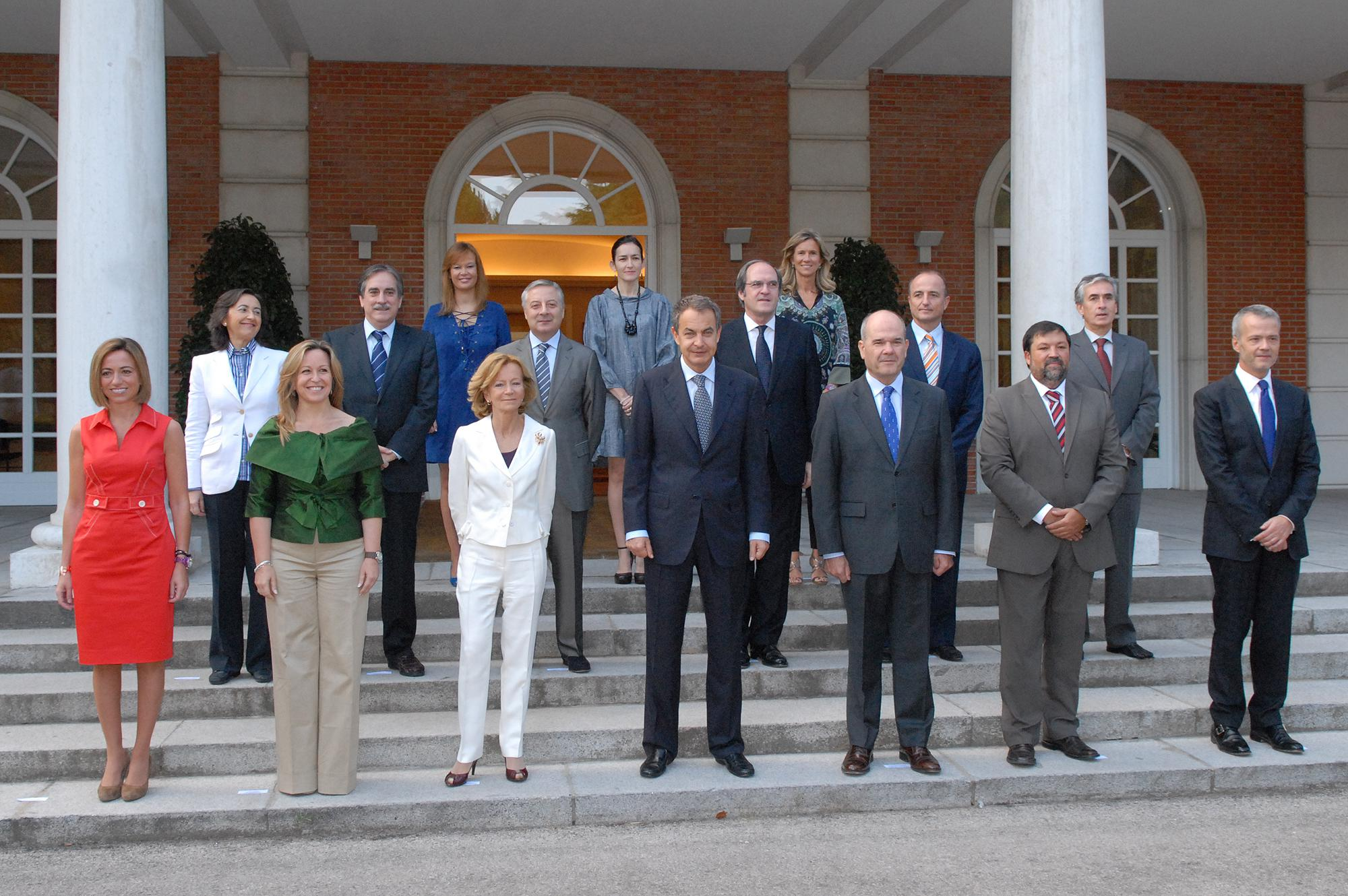
Ángeles González-Sinde insieme agli altri membri del secondo governo Zapatero

Nell'aprile del 2009, in seguito ad un rimpasto di governo, entrò a far parte del secondo esecutivo di José Luis Rodríguez Zapatero rivestendo la carica di Ministra della Cultura. La sua nomina fu particolarmente osteggiata dalla comunità di internet, per via delle posizioni molto nette che aveva espresso contro i download gratuiti, che a suo dire mettevano in pericolo la sopravvivenza del cinema. L'Asociación de Internautas ne chiese espressamente le dimissioni sostenendo che la sua nomina fosse una provocazione di Zapatero contro internet e paventando il rischio di un conflitto di interessi. Sul social network Actuable venne lanciata una raccolta firme per invocare le dimissioni della ministra; furono ottenute oltre 22mila firme. Iniziative simili furono adottate, in concomitanza con le proteste in Spagna del 2011, da comunità di Facebook e da gruppi quali Anonymous all'indomani della cosiddetta "Legge Sinde". Sotto tale denominazione, si ricorda un'iniziativa del governo portata avanti dalla ministra, con la quale veniva concesso all'autorità giudiziaria di chiudere qualsiasi pagina web che consentiva download di materiale protetto dal diritto d'autore. La Legge Sinde faceva in realtà parte di un apparato più vasto, la L.2/2011 o Ley de Economía Sostenible, rappresentandone una disposizione relativa alla tutela della proprietà intellettuale. La L.2/2011 fu approvata dal Congresso dei Deputati nel febbraio 2011, ma la Legge Sinde non trovò attuazione per via delle differenze di vedute interne all'esecutivo. Álex de la Iglesia, che era succeduto alla González-Sinde come presidente dell'AACCE, rassegnò le sue dimissioni in polemica con il governo. Per tale motivo, diversi oppositori della legge proposero che egli diventasse ministro in sostituzione della González-Sinde. Fu nel marzo del 2012, con il governo Rajoy I, che la Legge Sinde trovò piena regolamentazione. A quell'epoca la ministra non era più in carica da tre mesi, quando la compagine di governo aveva cessato il proprio mandato da dimissionaria. La stessa González-Sinde aveva dichiarato la propria volontà di abbandonare la politica per dedicarsi esclusivamente all'attività cinematografica.
Nel giugno del 2020 fu eletta all'unanimità presidente del consiglio di amministrazione del Museo Nacional Centro de Arte Reina Sofía. La vicepresidenza andò invece a Beatriz Corredor.
Madre di due figlie, fu compagna dell'editore Claudio López Lamadrid fino alla morte dell'uomo nel 2019.

## Filmografia

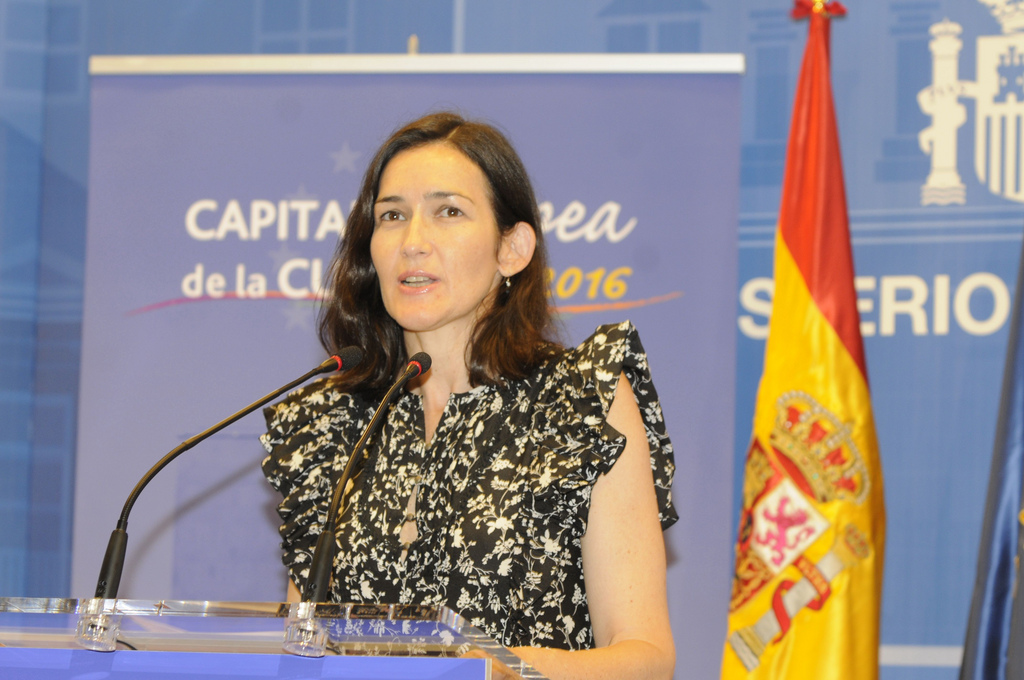
Ángeles González-Sinde nel 2011

### Sceneggiatrice

#### Cinema
- La buona stella (La buena estrella), regia di Ricardo Franco (1997)
- Lágrimas negras, regia di Ricardo Franco (1998)
- Seconda pelle (Segunda piel), regia di Gerardo Vera (1999)
- Las razones de mis amigos, regia di Gerardo Herrero (2000)
- Antigua vida mía, regia di Héctor Olivera (2001)
- Il caso Galindez (El misterio Galíndez), regia di Gerardo Herrero (2003)
- La vita che ti aspetti (La vida que te espera), regia di Manuel Gutiérrez Aragón (2004)
- La puta y la ballena, regia di Luis Puenzo (2004)
- Entre vivir y soñar, regia di Alfonso Albacete e David Menkes (2004)
- Heroína, regia di Gerardo Herrero (2005)
- Los aires difíciles, regia di Gerardo Herrero (2006)
- Todos estamos invitados, regia di Manuel Gutiérrez Aragón (2008)
- Grosse bugie (Mentiras y gordas), regia di Alfonso Albacete e David Menkes (2009)
- Siete minutos, regia di Daniela Fejerman (2009)

#### Televisione
- Truhanes - serie TV, 4 episodi (1993-1994)
- ¡Aquí hay negocio! - serie TV, 1 episodio (1995)
- La casa de los líos - serie TV, 10 episodi (1996-1997)
- Turno de oficio: 10 años después - serie TV, 1 episodio (1997)
- A las once en casa - serie TV, 10 episodi (1998-1999)
- Cuéntame cómo pasó - serie TV, 3 episodi (2001-2002)
- Manolito Gafotas - serie TV, 3 episodi (2004)
- Otra ciudad - film TV (2009)
- Amare per sempre (Amar en tiempos revueltos) - telenovela, 4 episodi (2017-2019)
- H - Helena - serie TV, 1 episodio (2021)
- Bosé - serie TV, 4 episodi (2022)

### Regista
- La suerte dormida, regista e sceneggiatrice (2003)
- Madrid 11M: Todos íbamos en ese tren, regista e sceneggiatrice - segmento "Como los demás" (2004)
- Una palabra tuya, regista e sceneggiatrice (2008)
- El comensal, regista e sceneggiatrice (2022)

## Riconoscimenti
- Premio Goya

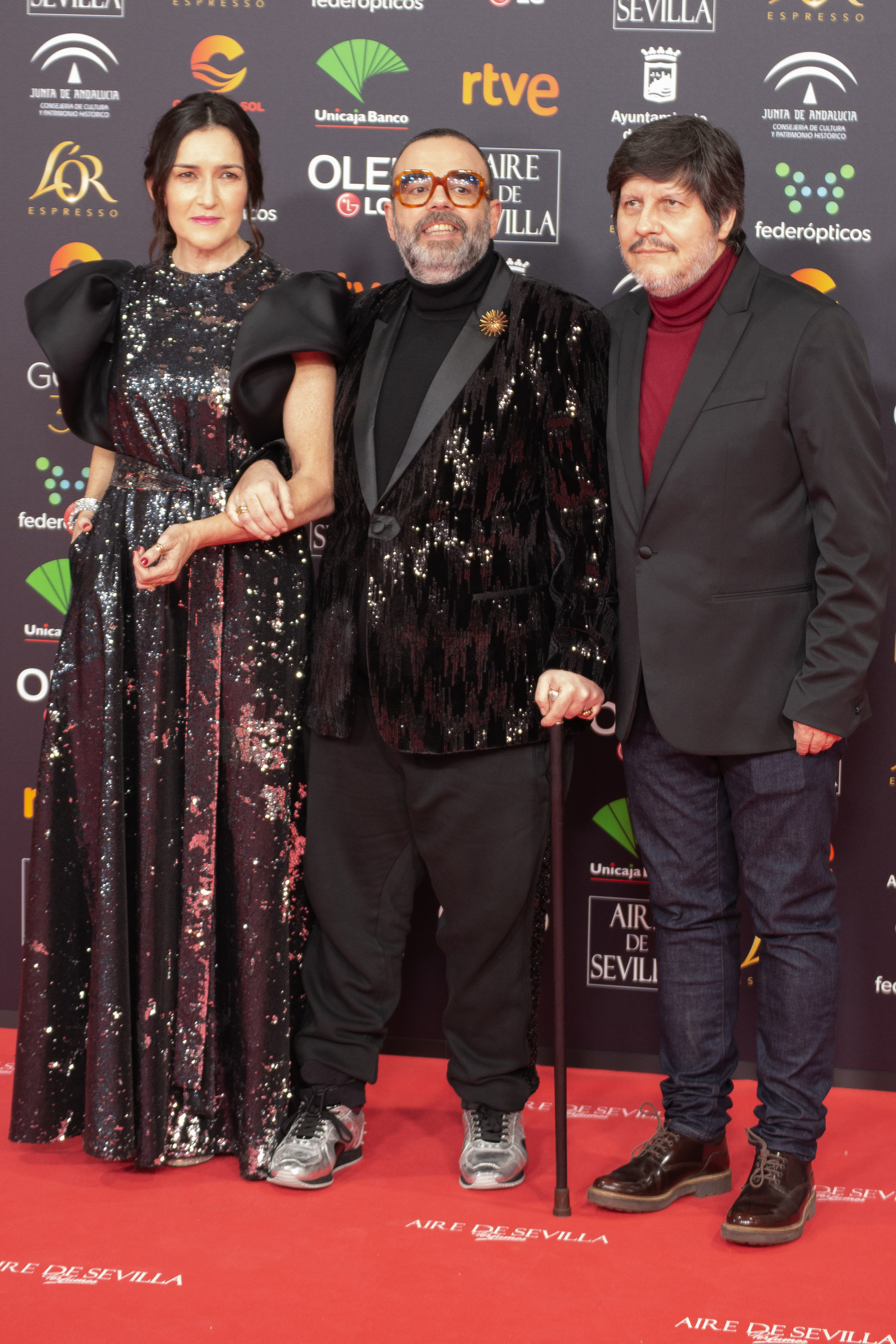
Ángeles González-Sinde ai Premi Goya 2020

  - 1998 – Vincitrice come migliore sceneggiatura originale per La buona stella
  - 2004 – Vincitrice come miglior regista esordiente per La suerte dormida
  - 2009 – Candidatura come migliore sceneggiatura non originale per Una palabra tuya

- Semana Internacional de Cine de Valladolid
  - 2003 – Candidatura alla Spiga d'oro al miglior film per La suerte dormida

- Festival di Malaga
  - 2005 – Vincitrice come migliore sceneggiatura per Heroína

- Medallas del Círculo de Escritores Cinematográficos
  - 2001 – Candidatura come migliore sceneggiatura adattata per Las razones de mis amigos
  - 2009 – Vincitrice come migliore sceneggiatura adattata per Una palabra tuya